# Fade into Darkness
"Fade into Darkness" é uma canção do produtor e DJ sueco Avicii. Foi lançado em 16 de julho de 2011. A canção interpola elementos de "Perpetuum Mobile" da Penguin Cafe Orchestra, como escrito por Simon Jeffes. Antes de seu lançamento, a música era conhecida como "Penguin" sendo uma faixa instrumental, ao contrário de "Fade into Darkness" que possui letra.

## Videoclipe
O videoclipe de "Fade into Darkness" foi dirigido por Tobias Hansson e Karl Aulin, estrelando Linn Asplund e Jim Cargill. O vídeo narra a história de uma assassina que se apaixona por seu alvo. Para protegê-lo, ela deixa um bilhete dizendo para ele não procurá-la. No entanto, ele a ignora e a encontra, mas, no final, ela acaba tirando sua vida.

## Faixas
- Download digital[2]

1. "Fade into Darkness" (Vocal Radio Mix) – 3:18
2. "Fade into Darkness" (Instrumental Club Mix) – 5:48
3. "Fade into Darkness" (Vocal Club Mix) – 6:09
4. "Fade into Darkness" (Instrumental Radio Mix) – 2:58

## Créditos
- Tim Bergling – compositor, produtor[3]
- Arash Pournouri – compositor, produtor
- Simon Jeffes – compositor
- John Martin – compositor
- Michel Zitron – compositor
- Måns Wredenberg - compositor
- Dipesh Parmar – arranjo
- Andreas Moe – vocal
- Richard Adlam – backing vocals
- Sam Blue – vocal de apoio
- Simon Chapman – vocal de apoio
- Hal Ritson – produtor vocal, vocal de apoio
- Wez Clarke – mixagem, programação adicional